# Чукичи
Чукичи (рум. Ciuchici) насеље је у Румунији у округу Караш-Северин у општини Чукичи. Oпштина се налази на надморској висини од 131 m.

## Прошлост
Аустријски царски ревизор Ерлер је 1774. године констатовао да место "Чукић" припада Илидијском округу, Новопаланачког дистрикта. Становништво је било претежно влашко.

## Становништво
Према подацима из 2002. године у насељу је живело 1257 становника.

### Попис2002.
| Расподела становништва по националности 2002.‍ | Расподела становништва по националности 2002.‍ | Расподела становништва по националности 2002.‍ | Расподела становништва по националности 2002.‍ | Расподела становништва по националности 2002.‍ |
| --------------------------------------------- | --------------------------------------------- | --------------------------------------------- | --------------------------------------------- | --------------------------------------------- |
|                                               |                                               |                                               |                                               |                                               |
| Румуни                                        | Румуни                                        |                                               | 1.181                                         | 94,0%                                         |
| Роми                                          | Роми                                          |                                               | 61                                            | 4,9%                                          |
| Немци                                         | Немци                                         |                                               | 3                                             | 0,2%                                          |
| Срби                                          | Срби                                          |                                               | 11                                            | 0,9%                                          |

### Хронологија
| Година       | 1992 | 1993 | 1994 | 1995 | 1996 | 1997 | 1998 | 1999 | 2000 | 2001 | 2002 | 2003 | 2004 | 2005 | 2006 | 2007 | 2008 | 2009 | 2010 | 2011 | 2012 | 2013 | 2014 | 2015 | 2016 | 2017 |
| ------------ | ---- | ---- | ---- | ---- | ---- | ---- | ---- | ---- | ---- | ---- | ---- | ---- | ---- | ---- | ---- | ---- | ---- | ---- | ---- | ---- | ---- | ---- | ---- | ---- | ---- | ---- |
| Становништво | 1198 | 1167 | 1128 | 1092 | 1049 | 1019 | 981  | 944  | 907  | 891  | 939  | 947  | 981  | 960  | 953  | 988  | 1083 | 1044 | 1047 | 1066 | 1068 | 1059 | 1060 | 1049 | 1089 | 1098 |